# Valentín Katáyev
Valentín Petróvich Katáiev (en cirílico: Валентин Петрович Катаев, 16 enero de 1897 Odesa, - 12 de abril de 1986, Moscú) fue un escritor, poeta, guionista, dramaturgo, periodista y corresponsal de guerra ruso-soviético. Fue fundador y primer redactor jefe de la revista soviética Yúnost (Юность, Juventud) de 1955 a 1961. Héroe del Trabajo Socialista (1974).

## Familia
El abuelo paterno de Valentín Katáiev, Vasili Alekséievich Katáiev (1819-1871), era hijo de un sacerdote. Estudió en el Seminario Teológico de Viatka, luego se graduó de la Academia Teológica de Moscú. Desde 1846, trabajó como inspector en la Escuela Teológica de Glázov, fue arcipreste de la Fábrica de Armas de Izhevsk. En junio de 1861, fue trasladado a la Catedral de Viatka (hoy Kírov).
El padre, Piotr Vasílievich Katáiev (1856-1921), fue maestro en la escuela diocesana de Odesa. Su madre Madre de Yevguenia Ivánovna Bachéi (1867-1903), era la hija del general zarista Iván Yeliséievich Bachéi, de una pequeña familia noble de Poltava. Posteriormente, Katáiev daría el nombre de su padre y el apellido de su madre al héroe principal (Petia Bachéi) de la novela Una vela blanca en el horizonte, en muchos aspectos autobiográfica.
Valentín Katáiev fue el hermano mayor del escritor Yevgueni Petróvich Petrov.
En 1921, Katáiev se casó con Liudmila Gershuni. Se divorciaron en 1922.
En 1923, Katáiev contrajo nuevas nupcias con la artista de Odesa Anna Serguéievna Kovalenko (1903-1980). Se divorciaron en 1936. Unos años más tarde, Anna se convertiría en la segunda esposa del artista Vladímir Roskin.
En su tercer matrimonio, Katáiev se casó con Esther Davídovna Brenner (Katáieva tras el matrimonio) (1913-2009). Del matrimonio nacieron dos hijos: Yevguenia Valentínovna Katáieva y el escritor y escritor de memorias infantiles Pável Valentínovich Katáiev  (1938-2019).
El yerno de Katáiev (segundo esposo de Yevguenia Katáieva) fue el poeta, editor y figura pública judío-soviética A. A. Vergelis (1918-1999).
Los sobrinos de Katáiev (hijos de Yevgueni Petrov) son el director de fotografía Piotr Katáiev (1930-1986) y el compositor Iliá Katáiev (1939-2009).
La nieta de Katáiev (hija de Yevguenia Katáieva en su primer matrimonio) es Valentina Eduárdovna Roy, periodista.

## Biografía

### Infancia y adolescencia en Odesa

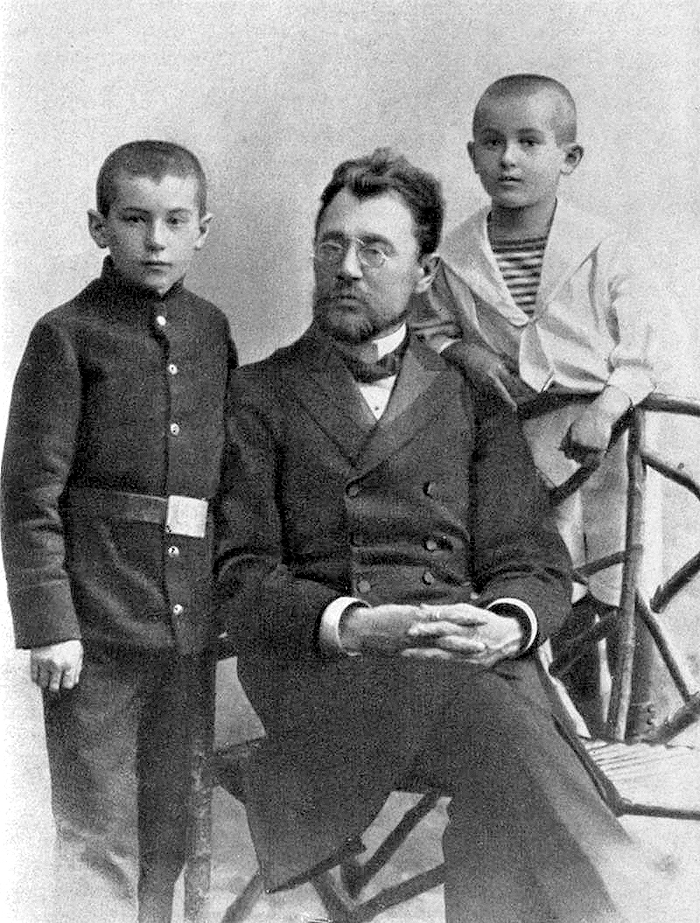
Piotr Vasílievich Katáiev con sus hijos Valentín y Yevgueni. Odesa, 1910.

Piotr Katáiev, padre de Valentín, fue un hombre de cultura, formado en un seminario teológico de Odesa y luego en la Universidad de Novorosiisk, donde se graduó con honores en la Facultad de Historia y Filología. Su labor fue principalmente como docente en las escuelas diocesanas y de cadetes de Odesa. A la edad de 40 años contrajo matrimonio con Yevguenia Bachéi. Aproximadamente un año más tarde, en la propia Odesa, nació Valentín, el mayor de dos hermanos, el 16 de enero de 1897. Seis años más tarde nació Yevgueni Petróvich Katáiev, quien adoptaría el patrónimo como apellido (Petrov) para su autoría literaria. La madre de los dos hermanos falleció víctima de una neumonía unos meses tras el nacimiento del hijo menor. Valentín y su hermano Yevgueni quedaron huérfanos de madre a los 7 y menos de un año de edad, respectivamente. El padre nunca volvió a casarse.
De la infancia en Odesa, sus experiencias escolares y la formación cultural de su familia, Valentín Katáiev heredó, además de sus aptitudes literarias, un uso del idioma ruso típicamente sureño, con influencias ucranianas. La formación literaria de los hermanos estuvo sostenida por la vasta cultura del padre y la notable biblioteca familiar, que contaba con las obras completas de los principales maestros de la literatura rusa: Gógol, Turguéniev, Lérmontov, Chéjov, Nekrásov, Leskov, Goncharov, el entonces célebre Diccionario Enciclopédico Brockhaus y Efron, la Historia del Estado Ruso de Nikolái Karamzín, el Atlas geográfico de Edvard Petri, además de algunas obras clásicas occidentales. En 1905, ingresó en el Gymnasium Nº5 de Odesa, entonces una institución mixta de educación primaria y secundaria.
Según las propias memorias del escritor, Valentín Katáiev comenzó a escribir a la temprana edad de 9 años, componiendo numerosos poemas e historias cortas, que clasificaba él mismo, con prolijidad de bibliotecario. Desgraciadamente no han quedado ejemplares de estas composiciones tempranas del escritor.
La primera publicación oficial del joven Katáiev fue el poema "Otoño", publicado en el Heraldo de Odesa, en 1910, a la edad de 13 años. Durante los dos años siguientes, unos 25 poemas fueron publicados en este periódico. En 1912, el propio Heraldo... publicó los primeros ensayos humorísticos del joven Katáiev. Ese mismo año, en otras editoriales, Katáiev publicó dos historias algo más voluminosas: "Despertar" y "Personalidad sombría". La primera se refería a la historia de un joven que abandona el movimiento revolucionario por el amor de una joven mujer y el segundo retrataba satíricamente a personajes del ámbito literario de la época: Aleksandr Kuprín, Arkadi Avérchenko y Mijaíl Kornfeld.
El año siguiente, poco antes del estallido de la Primera Guerra Mundial, el joven Katáiev conoció personalmente a los escritores Aleksandr Fiódorov y Iván Bunin, quienes fueron sus principales mentores literarios. Por la misma época trabó amistad con los noveles escritores Yuri Olesha y Eduard Bagritski, que sería el núcleo del Círculo de Jóvenes Escritores de Odesa. En 1914, cuando el joven contaba con 17 años, el estallido de la Primera Guerra Mundial impidió su graduación de estudios secundarios o de Liceo.

### Primera Guerra Mundial
Sin graduarse del gimnasio, en 1915 Katáiev se unió al Ejército Ruso como voluntario. Comenzó su servicio cerca de Smorgon como soldado raso en una batería de artillería, donde fue ascendido a alférez. Fue herido y gaseado dos veces en las trincheras. En diciembre de 1916, fue admitido en la Escuela Militar de Odesa cambiando de artillería a infantería. En el verano de 1917, después de ser herido en el muslo en la ofensiva "Kerenski" en el frente ruso-rumano, fue evacuado a un hospital de su ciudad natal. Tras su herida en el frente fue ascendido al grado de subteniente, pero no llegó a recibir los galones, por razones nunca explicadas, aunque la intensa inestabilidad política de finales de 1917 pudiera tener alguna relación con ello.

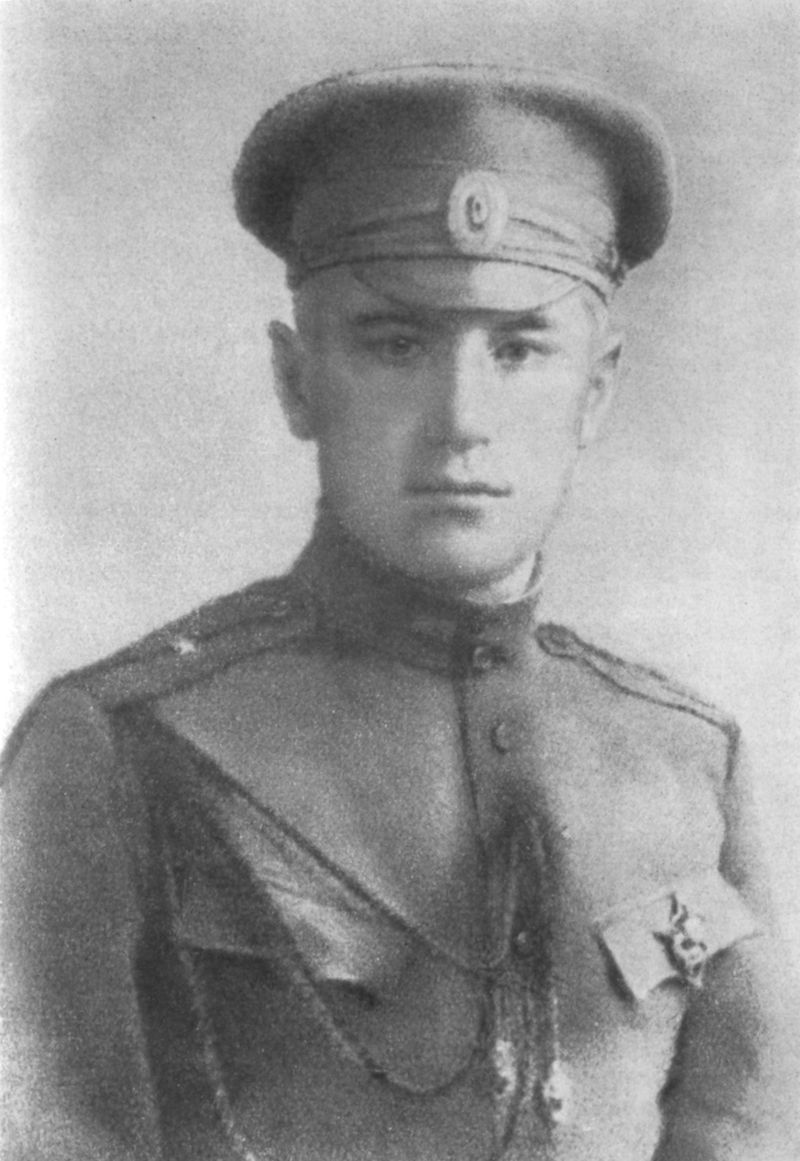
Retrato de Valentín Katáiev, publicado por la revista Ves mir (El mundo entero) de Odesa, 1916.

En octubre de 1917, mientras los cambios políticos más profundos tenían lugar en la capital imperial, Petrogrado, Valentín Katáiev fue desmovilizado con el anterior grado de alférez de Ejército Imperial Ruso. No obstante, había sido condecorado con dos Cruces de San Jorge y la Orden de Santa Ana de IV Grado por su desempeño militar en el frente ruso-rumano. Durante su actividad en las trincheras, no obstante, el joven Katáiev no cesó de escribir y envió ensayos y anécdotas de la vida en el frente militar. Sobre su desmovilización escribiría, en el cuento Cementerio en Skulyani:
Ahora estaba libre y no me amenazaban con la muerte cada minuto. Mis manos se helaban dentro de los guantes de oficial que había recibido recientemente por mi ascenso a subteniente. Debería haber estado contento de que la guerra terminara tan felizmente para mí: solo una conmoción cerebral, un insignificante envenenamiento por gas y una herida leve en el muslo. Aún así, estaba triste.

### Guerra Civil Rusa y Movimiento Blanco
La participación directa de Valentín Katáiev en la Guerra civil rusa es poco conocida e incierta. Según la versión oficial soviética y sus propias memorias (Casi un diario), Katáiev luchó en el Ejército Rojo desde la primavera de 1919. Sin embargo, hay otro punto de vista sobre este período, revelando su servicio como voluntario en las fuerzas del general blanco contrarrevolucionario Antón Denikin. Algunos indicios se vislumbran en la obra literaria del autor, que frecuentemente es autobiográfica, además de los recuerdos de la familia de Iván Bunin, su principal mentor literario.
Según una versión alternativa, en 1918, después de la recuperación en el hospital de Odesa, Katáiev se habría unido a las fuerzas armadas del hetman Pavló Skoropadski. Después de la caída del hetman en diciembre de 1918, con la aparición de los bolcheviques al norte de Odesa, Katáiev en marzo de 1919 se unió al naciente Ejército Rojo como voluntario con los grados de subteniente de artillería. En este rol sirvió en el tren blindado ligero "Novoróssiya" de las Fuerzas Armadas del Sur de Rusia (FASR, del Ejército Blanco), como comandante de la primera torre artillera del blindado. El tren combatió tanto en el Kubán contra las fuerzas del autodenominado Ejército Negro de Simon Petliura, que había declarado la guerra a las FASR. Luego fue incorporado a las tropas contrarrevolucionarias de la región de Novorosiisk, bajo el mando del general blanco Nikolái Nikoláievich Schilling (1870-1946), que  avanzaron hacia el noroeste en dirección a Kíev, capital de la entonces provincia ucraniana de la Rusia Soviética revolucionaria. En esta etapa, la más crítica para la Rusia Soviética de la Guerra Civil, las tropas de Denikin esperaban lanzar una ofensiva general hacia Moscú, que sería completada con el avance de tropas anglo-francesas desde el Norte y las tropas mercenarias de Kolchak desde el Este, que avanzaban desde Siberia Occidental. No obstante, la proyectada ofensiva general nunca sería llevada a cabo, por la vigorosa reacción militar y estratégica del naciente Ejército Rojo soviético en el último trimestre de 1919.
A principios de 1920, Katáiev termina su campaña militar, probablemente con el rango de teniente o capitán de Estado Mayor, al ser evacuado por enfermar de tifus. Enviado inicialmente a Zhmérinka, finalmente fue evacuado a Odesa, de donde su familia lo transportó a su domicilio, aún enfermo.

### Conspiración del faro para apoyar a Wrangel y prisión
Siempre según la versión alternativa del activismo contrarrevolucionario de Katáiev, hacia mediados de febrero de 1920, ya recuperado del tifus y con Odesa liberada por el Ejército Rojo, se unió a un complot antisoviético del Movimiento Blanco para apoyar el desembarco del general zarista Piotr Wrangel, con tropas conjuntas de rusos blancos y mercenarios extranjeros, financiados por las potencias occidentales, principalmente por el Reino Unido, que además proveía la mayor parte de la flota que transportaba sus tropas desde el Cáucaso hasta Ucrania. La tarea específica del grupo clandestino al que pertenecía Katáiev era la ocupación del faro principal de Odesa para ayudar al desembarco de las tropas de Wrangel. Según diversas versiones, la Cheká habría penetrado el movimiento desde su nacimiento, llegando incluso a dirigirlo. Durante el operativo, los miembros de la Cheká dirigieron al grupo, para luego arrestar a los miembros contrarrevolucionarios en el momento previo al intento de desembarco de las tropas contrarrevolucionarias.
Según esta versión de su biografía, Valentín Katáiev habría sido salvado del fusilamiento por su amigo de la infancia Iákov Bielski, quien ocupaba una posición menor en la Cheká de la ciudad de Odesa. El desconocimiento de los chequistas sobre la participación de Katáiev como voluntario en las tropas de Denikin (que habían cometido numerosas matanzas de civiles, en especial pogromos contra la población judía del Kubán), la cercana amistad de Katáiev con Bielski y su colaboración con los chequistas para la captura de otros implicados en el complot, habrían sido elementos clave en escapar de una sentencia más severa. Katáiev y su hermano cumplieron solamente seis meses de prisión, tras los cuales salieron en libertad. El resto de los implicados habrían sido fusilados en el otoño de 1920, tras los juicios populares revolucionarios llevados a cabo en Odesa en ese año.
En 1921 Katáiev se mudó a Járkov, donde laboró junto a su amigo de la adolescencia, Yuri Olesha, en la prensa local. Su labor en esta ciudad duró algo más de un año.

### Trabajo y madurez en Moscú
En 1922 se trasladó a Moscú, y al año siguiente comenzó a trabajar en el periódico "Gudok", y como humorista adjunto colaboró con muchas publicaciones. Firmó sus ensayos humorísticos de periódicos y revistas con los seudónimos "El viejo Sabbakin", "Oliver Twist" y "Mostaza Mitrofan".
A finales de la década de 1920 comienza a escribir una de las obras que mejor acogida ha tenido por la crítica, la novela juvenil Una vela blanca en el horizonte, de profundo carácter autobiográfico. Esta sería la primera de una larga serie de novelas y noveletas, cargadas de lirismo, que tendrían su apoteosis en la muy posterior Caserío en la estepa. En esta serie, Katáiev retrató el supuesto carácter incorruptible de su padre como docente en los últimos años del zarismo y relató el devenir privado y social de una familia de clase media baja, venida a menos por la decadencia del régimen autocrático del zar. La tendencia hacia la docencia dirigida a la alfabetización de obreros y campesinos por parte de los Bachéi (apellido de la familia tomado del apellido de soltera de su madre) servía como rehabilitación artística para Katáiev, luego de su implicación en la contrarrevolución durante los años de la Guerra Civil. El retrato del héroe de la novela, el adolescente Petia Bachéi, corresponde plenamente al autor, así como el hermano menor Pávlik corresponde a la infancia temprana de su hermano Yevguéni Petróvich Katáiev, posteriormente escritor bajo el seudónimo Yevgueni Petrov. La novela, que fuera publicada por primera vez en 1930, ha sido traducida a numerosos idiomas. Además de esta pieza mayor, Katáiev escribió numerosos cuentos para niños y adolescentes, que han sido en gran medida traducidos a varios idiomas.
En 1932 Katáiev asumió la escritura del guion para una de las primeras películas costumbristas de la época socialista, en medio del proceso de Colectivización y de acelerada industrialización que vivía la Unión Soviética: "¡Tiempo, adelante!", que fuera dirigida por filmada por Mijaíl Schweitzer, con música de Georgui Sviridov.
Hacia finales de la década de 1930, Katáiev habría testificado a favor del poeta Ósip Mandelshtam, quien fuera arrestado por conspiración política contra la dirección del PCUS en la RSS de Ucrania y contra la dirección del país en Moscú, ciudad que tenía prohibido visitar. Katáiev quizás habría argumentado la delicada salud mental del poeta, pero su implicación con grupos contrarrevolucionarios con contactos en las potencias occidentales decidieron su condena a prisión. No obstante, la defensa de Mandelshtam no tuvo consecuencias legales ni políticas para Katáiev.

### Gran Guerra Patria
Durante la agresión nazi a la Unión Soviética, Valentín Katáiev, radicalizado a favor de la defensa del país, se desempeñó fundamentalmente como corresponsal de guerra, escribiendo numerosos artículos periodísticos, ensayos y cuentos. Una de sus obras más luminosas, según la crítica soviética, escrita en este período fue Hijo de regimiento, que describe las desventuras de un niño (Vania Solntsev) en medio de los horrores de la guerra, vistas desde su percepción inocente e infantil.

### Postguerra
Luego de terminada la contienda, que afectó profundamente a todo el pueblo soviético, Katáiev sufrió de alcoholismo, quizás como una manifestación de estrés postraumático, por su continuo viajar a diferentes áreas del frente sovieto-alemán y presenciar los horrores de la ocupación hitleriana, lo que estuvo cerca de costarle el matrimonio.

### Revista "Juventud"
Valentín Katáiev fue el fundador principal (1955) y primer editor jefe de la revista "Juventud" (Юность), en la que se acogió a jóvenes escritores, poetas, ensayistas, periodistas y caricaturistas soviéticos. En la revista se publicaban numerosos materiales incluso de artistas no rusos de la URSS (tártaros, uzbekos, kirguizes, chechenos, kazajos, georgianos, armenios, etc.). Por su labor en esta revista, hacia inicios de la década de 1970, el entonces Segundo Secretario del PCUS, Mijaíl Suslov, es posible que haya considerado su candidatura para Redactor Jefe de la revista Literaturnaya Gazeta, pero tal nombramiento no fue nunca aprobado.
A esta época corresponde asimismo su participación en dos conocidas cartas de figuras literarias y científicas de la URSS, a favor de las tendencias ideológicas del momento en el seno del Comité Central del PCUS: la Carta de 25 figuras científicas y culturales, dirigida al Primer Secretario del PCUS, Leonid Brézhnev, contra supuestas tendencias de rehabilitación parcial o total de Stalin, tras el proceso de desestalinización comenzado bajo Nikita Jruschov; y la Carta de un grupo de escritores soviéticos a la oficina editorial del periódico Pravda, de condena a la actividad antisoviética de Aleksandr Solzhenitsin y Andréi Sajárov.

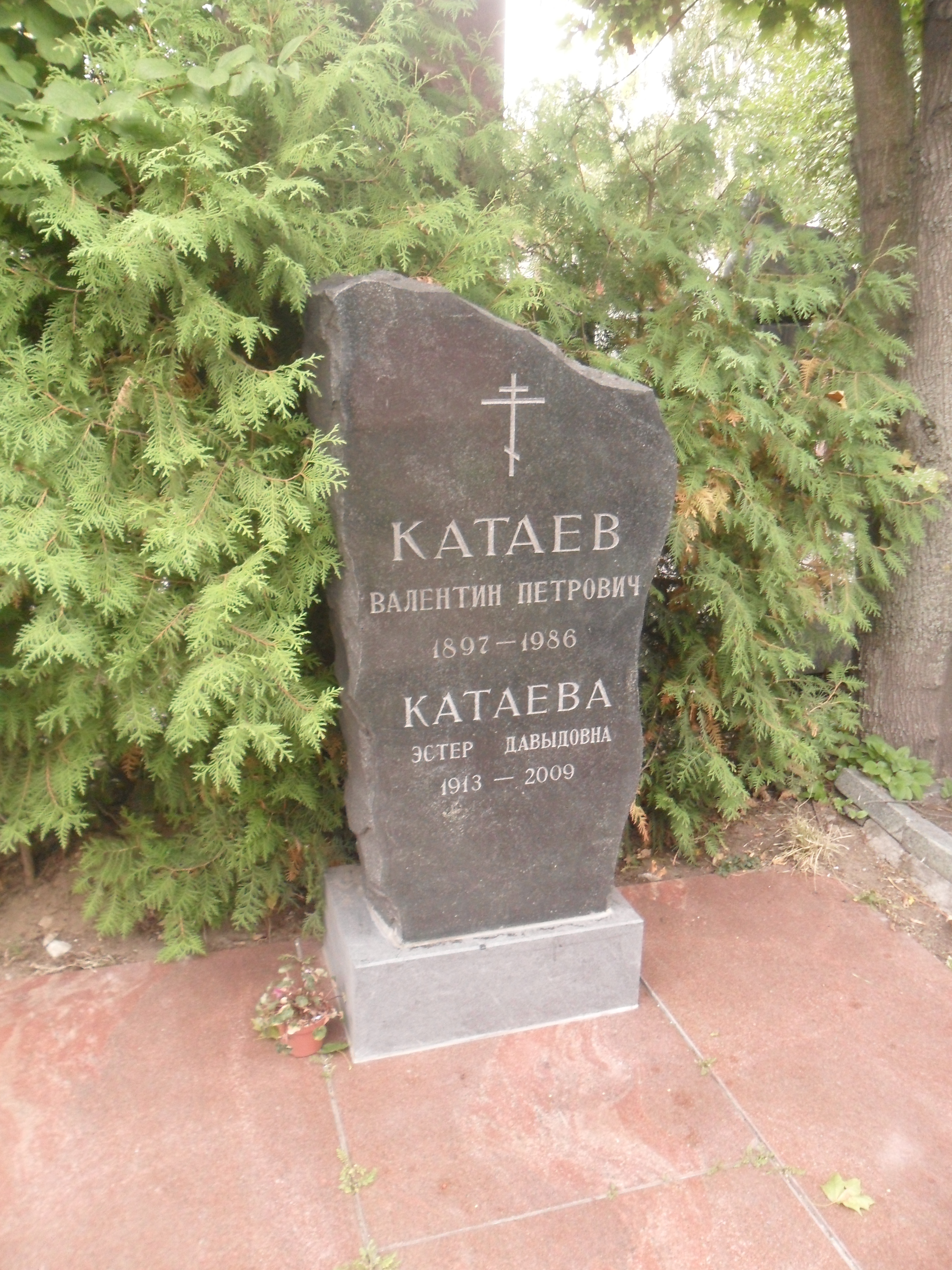
Sepultura de Valentín Katáiev y su esposa Ester Davídovna Katáieva en el Cementerio de Novodévichi, Moscú.

### Enfermedad y fallecimiento
Valentín Katáiev contrajo cáncer siendo ya octogenario. Habiéndosele extirpado un tumor maligno, el cáncer sólo remitió parcialmente, volviendo a aparecer unos años más tarde de manera definitiva. Falleció el 12 de abril de 1986, a la edad de 90 años. Sus restos están sepultados en el cementerio moscovita de Novodévichi.

## Obra artística
Artículo principal: Bibliografía de Valentín Katáiev

### Prosa
- 1912 - 1913 - Primeros ensayos humorísticos, publicados en El Heraldo de Odesa y otros periódicos locales.
- 1920 - 1928 - Cuentos cortos de la Guerra Civil y ensayos humorísticos y satíricos.
- 1926 - Los malversadores. Novela costumbrista y satírica.
- 1928 - La cuadratura del círculo. Novela satírica, lucha contra la doble moral y el extremismo político.
- 1930 - Caserío en la estepa. Novela juvenil autobiográfica.
- 1932 - ¡Tiempo, adelante! Novela dramática y política, de tiempos de la colectivización y la industrialización soviéticas.
- 1936 - Una vela blanca en el horizonte. Novela costumbrista ruso-soviética.
- 1937 - Yo, hijo del pueblo trabajador. Novela dramática y bélica sobre los sucesos trágicos acaecidos en una población de Ucrania durante la Guerra Civil Rusa.
- 1940 - "La pipa y la jarra". "Florecilla sietepétalos". Cuentos fantásticos infantiles moralizadores.
- 1946 - Por el poder de los Soviets. Novela costumbrista que sirvió de continuidad a "Una vela blanca...."
- 1951 - Catacumbas. Tercera parte de "Una vela blanca..."
- 1956 - Caserío en la estepa. Novela costumbrista rusa situada en los años previos a la Revolución de Octubre.
- 1960 - Viento de invierno.
- 1964 - Participó en la escritura, junto a otros autores, de la novela policíaca "El que ríe", publicada en el periódico "Nedelia".
- 1964 - "Una pequeña puerta de hierro en la pared". Biografía periodística y novelada de Vladímir Ilich Lenin.
- 1966 - El pozo sagrado. Memoria lírica.
- 1967 - Los pastos de la inocencia. Memoria lírica.
- 1969 - El cubo. Memoria filosófica.
- 1970's - Las obras "Una vela blanca...", "Caserío en la estepa", "Viento de invierno" y "Por el poder de los Soviets", fueron reeditadas como una tetralogía que recibió el título de Olas del Mar Negro, que fue filmada como una serie para la televisión soviética.
- 1972 - La vida destrozada, o el Cuerno Mágico de Oberón. Memoria filosófica.
- 1974 - El cementerio de Skuliani. Memoria lírica.
- 1978 - Mi corona de diamantes. Novela histórica de los círculos literarios de la Rusia soviética a inicios de la década de 1920, en la que el escritor cambió los nombres de los personajes reales por seudónimos transparentes, de fácil interpretación.
- 1980 - Werther ya ha sido escrito. Novela autobiográfica en la que Katáiev confesaba, a la avanzada edad de 82 años, su participación en el Movimiento Blanco de los contrarrevolucionarios financiados por las potencias occidentales. Fue fuertemente criticada por el entonces presidente de la KGB soviética, Yuri Andropov.
- 1982 - La novela juvenil de mi viejo amigo Sasha Pchelkin, contada por él mismo.
- 1984 - Estuario seco. Novela costumbrista.
- 1985 - Durmiendo. Memoria lírica.

### Poesía
Las primeras producciones de Katáiev fueron poemas publicados en El Heraldo de Odesa, con sólo 13 años, en 1910. La poesía jugó un papel fundamental en su expresión literaria, siendo su inspiración principal los poetas rusos de la época prerrevolucionaria, en especial Mijaíl Lérmontov. De hecho, el título de la novela que inició la serie costumbrista y autobiográfica de Katáiev, "Una vela blanca en el horizonte", se inspiró en "La vela solitaria es blanca" de este autor. Su novela llevada al cine "¡Tiempo, adelante!" está inspirada en el poema homónimo del gran poeta soviético Vladimir Maiakovski. "Werther ya ha sido escrito" se basó en un poema de Borís Pasternak. Hacia el final de su vida, Katáiev recopiló todos sus poemas aún existentes y los copió a mano en siete cuadernos. Sin embargo, nunca publicó una colección o compilación de poemas suyos.

### Teatro
- 1927 - Los malversadores - Teatro de Arte de Moscú, producción de K. S. Stanislavski
- 1928 - "La cuadratura del círculo" - Teatro de Arte de Moscú, puesta en escena por N. M. Gorchakov bajo la dirección de V. I. Nemírovich-Danchenko. Teatro Dramático Ruso Académico de Uzbekistán, puesto en escena por T. M. Sharafutdinov (2014). La obra todavía se representa en teatros de Rusia, Europa y las Américas.
- 1934 - "El camino de las flores" — Teatro Moderno de Moscú
- 1940 - "La casa" - Teatro de comedia, producción de N. P. Akimov. La obra fue prohibida; en 1972 y luego restaurada por el director A. A. Belinski.
- 1940 - Un soldado vino del frente - Teatro Vajtangov.
- 1942 - El pañuelo azul
- 1948 - "Día de descanso" ("¿Dónde estás, Monsieur Miussov?") — Teatro Académico de Sátira de Moscú
- 1954 - "Sucedió en Konsk" ("La casa") - Teatro Académico de Sátira de Moscú
- 1958 - "Tiempo de amor" - Teatro Mossovet, Teatro Juvenil Ruso de Taskent (1968)
- 2012 - "La cuadratura del círculo" - Teatro Juvenil de Moscú por V. Spessivtsev. Dir. Semión Spessivtsev. http://www.spesivcev.ru/spektakli/kvadratura_kruga.html

### Filmografía
| Año  |    | Título                                                         | Función                                                                                    |
| ---- | -- | -------------------------------------------------------------- | ------------------------------------------------------------------------------------------ |
| 1931 | F  | Der brave Sünder                                               | Base literaria del cuento "Los malversadores"                                              |
| 1936 | F  | El circo                                                       | Guionista                                                                                  |
| 1936 | F  | La Patria llama                                                | Coguionista con A. V. Maceret                                                              |
| 1937 | F  | Una vela blanca en el horizonte                                | Guionista                                                                                  |
| 1938 | F  | Había un soldado del frente                                    | Guionista                                                                                  |
| 1946 | F  | Páginas de la vida                                             | Coguionista con A.V. Maceret                                                               |
| 1946 | F  | Hijo del Regimiento                                            | Guionista                                                                                  |
| 1948 | Mf | Flor-siete-flor                                                | Guionista                                                                                  |
| 1956 | F  | Día loco                                                       | Guionista                                                                                  |
| 1956 | F  | Por el poder de los soviéticos                                 | Guionista                                                                                  |
| 1956 | F  | Poeta                                                          | Guionista                                                                                  |
| 1965 | F  | ¡Tiempo, adelante!                                             | Coguionista con M. A. Schweitzer                                                           |
| 1967 | tf | Pausa                                                          | base literaria (el cuento "Cuento de Año Nuevo")                                           |
| 1968 | F  | Flor corta de siete flores                                     | guionista                                                                                  |
| 1968 | tf | Humoresque "Valentina Katáieva"                                | Base literaria, cuentos "Diario de un borracho amargo", "El camino de las flores", "Perla" |
| 1970 | F  | Feliz Kukushkin Corto                                          | Base literaria, el cuento "Cuchillos"                                                      |
| 1970 | F  | Hamlet en la estepa                                            | Guionista                                                                                  |
| 1975 | tf | Olas del Mar Negro                                             | Base literaria                                                                             |
| 1976 | tf | Violeta Film-Performance                                       | Base literaria                                                                             |
| 1977 | Mf | Florecilla Sietepétalos                                        | Base literaria                                                                             |
| 1980 | tf | Je veux voir Mioussov                                          | Base literaria, el cuento "Día de descanso"                                                |
| 1981 | F  | Hijo del regimiento                                            | Base literaria                                                                             |
| 1982 | tf | El lunes es un día pesado de filmación día pesado de filmación | Base literaria, noveleta "El caso de un genio"                                             |
| 1984 | F  | Yo, el hijo del pueblo trabajador                              | Base literaria                                                                             |
| 1989 | F  | Padre Nuestro                                                  | Base literaria                                                                             |

## Premios y condecoraciones

### Imperio Ruso
- Dos veces la Cruz de San Jorge
- Orden de Santa Ana de 4.ª clase.

### Unión Soviética
- Tres veces la Orden de Lenin (1969; 1967; 1974)
- Orden de la Revolución de Octubre (1972)
- Dos veces la Orden de la Bandera Roja del Trabajo (1957; 1984)
- Orden de la Amistad de los Pueblos (1977)
- Premio Stalin de 2.ª Clase (1945)

### Homenajes
- Existe una tarja conmemorativa de su nacimiento en su casa natal en Odesa, calle Bazárnaya N.º 4.
- Una de las centrales de ferrocarriles de Odesa lleva su nombre.
- Existe una exposición permanente dedicada al autor en una de las alas del Museo Literario de Odesa.
- En el centro de la ciudad de Odesa, existe un parque nombrado "Petia y Gávrik" según los héroes de "Una vela blanca en el horizonte", en cuyo centro se alza un conjunto escultórico representando a los dos adolescentes.
- En el edificio que sirve de mercado para la pesca de la ciudad de Odesa, Privoz, se alza una escultura inspirada en Madame Storozhenko, personaje central de la épica de Katáiev: Las olas del Mar negro.
- La Biblioteca Regional Infantil de Odesa lleva su nombre.
- En 2020, la revista "Juventud", fundada por él, instituyó el Premio Literario Valentín Katáiev, que fue entregado por primera vez el año siguiente, 2021. El premio ha sido establecido con una frecuencia anual.